# Tamiasciurus
Tamiasciurus é um gênero de roedores da família Sciuridae a qual pertencem duas espécies de esquilos norte-americanos.

## Espécies
- Tamiasciurus douglasii (Bachman, 1839)
- Tamiasciurus hudsonicus (Erxleben, 1777)
- Tamiasciurus mearnsi (Townsend, 1897)